# Terrace Bay (Ontario)
Terrace Bay [ˈtɛɹəsˌbeɪ̯] ist ein Township in der kanadischen Provinz Ontario im Distrikt Thunder Bay. Terrace Bay hat 1611 Einwohner (Stand: 2016) auf einer Fläche von 152,82 km² und liegt am Ufer des Lake Superior. Terrace Bay besitzt ein Krankenhaus und einen Flughafen. Nahe dem Township liegen die Gleise der Canadian Pacific Railway. Das Motto des Townships heißt „der Edelstein des Nordufers“.